# Заольшанка
Заольшанка, или Ольшанка (бел. Заальшанка, Альшанка) — река в Руднянском районе Смоленской области России и в Лиозненском районе Витебской области Белоруссии.
Левый приток реки Черница (бассейн Западной Двины). Длина реки — 17 км, площадь водосборного бассейна — 99 км². Средний уклон реки — 1,1 ‰.
Берёт своё начало в 0,5 км южнее деревни Пески Руднянского района Смоленской области, впадает в Черницу в 1 км на юго-запад от села Дрозды Лиозненского района Витебской области.